# Ricardo Casanova y Estrada
Ricardo Casanova y Estrada, surnommé « El Grande », né le 10 novembre 1844 et mort le 14 avril 1913 à Cantel (Guatemala), est un prêtre catholique guatémaltèque qui devient le 11e archevêque du Guatemala en 1886. Durant son ministère, il exerce un rôle d'opposition contre le président et général Manuel Barillas (1885-1896) qui l'expulse du pays. Après le départ de Barillas, il est généreusement amnistié par le nouveau président José María Reina Barrios le 13 mars 1897 et l'archevêque revient au Guatemala et reçoit l'accueil d'une foule nombreuse et enjouée. Il demeure à son poste d'archevêque jusqu'à son décès en juillet 1913.

## Biographie
Casanova y Estrada reçoit une bonne éducation grâce à des leçons privées et côtoie les futurs auteurs et hommes politiques José Milla y Vidaurre et Ramón Rosa durant les années 1860. Ce dernier, lors de conférence avec Milla y Vidaurre, décrit Casanova y Estrada comme « l'un des jeunes hommes les plus distingués du Guatemala et des républiques voisines, ainsi que le prêtre le plus instruit d'Amérique centrale ». Casanova y Estrada étudie plus tard à l'université pontificale de San Carlos Borromeo où il rencontre à nouveau Milla y Vidaurre, Ramón Rosa et également l'ancien président colombien Mariano Ospina Rodríguez qui était en exil au Guatemala. Parmi ses autres collègues de classe figure aussi Marco Aurelio Soto et Antonio Batres Jáuregui (es).
Il est nommé archevêque du Guatemala en 1886, ce qui commence une série de confrontations avec le président Barillas qui finit par l'expulser du pays.

## Retour d'exil
Alors qu'il est exilé au Costa Rica, il exprime sa haute estime pour l'Exposición Centroamericana qui est un projet majeur du général José María Reina Barrios. Dans une note pastoral envoyé de San José le 29 juin 1896, l'archevêque indique que l'exposition permettrait au gouvernement de réaliser de grands progrès pour le pays et que ses conséquences seraient une meilleure connaissance des nations d'Amérique centrale entre elles, ainsi que la promotion de leurs produits dans le reste du monde. Après près d'une décennie en exil et coïncidant avec le 75e anniversaire de l'indépendance et la création de République fédérale d'Amérique centrale[pas clair]. Prenant connaissance de la note, Reina Barrios réalise le patriotisme de l'archevêque et président par la suite un projet de loi à l'Assemblée nationale lors de la session inaugurale le 1er mars 1897. Le retour est finalement confirmé par décret une douzaine de jours plus tard.
L'archevêque revient au Guatemala le 19 mars 1897 accompagné de Juan Paz. Lors de son arrivée à Puerto San José à bord du bateau Newport, une grande foule l'attend et écoute une messe célébrée en son honneur. De cet endroit, il embarque dans le train en direction de Guatemala. Rendu dans la capitale, une foule l'attend à la Gare centrale et le suit jusqu'à la cathédrale métropolitaine. Ensuite, un Te Deum prend place dans la cathédrale avec sur place de nombreux représentant de la société guatémaltèque. Malgré l'agnosticisme des journalistes de La Ilustración Guatemalteca, comme Antonio Macías del Real, félicite l'archevêque et ne peut dénier le grand engouement que suscite l'Église catholique à cette époque.

### Pneumonie
En 1899, tentant de se mettre à jour avec les affaires du diocèse après son retour d'exil, Casanova y Estrada décide de visiter San Juan Sacatepéquez, Quiché et Sololá dès le 8 mars 1899. Durant les célébrations de la Semaine sainte, il souffre d'une pneumonie et souffre d'une grande douleur dès le 27 avril. Malgré le fait que sa vie soit menacée, il retrouve la santé et retourne aux affaires du diocèse dès le 1er septembre.

## Mort

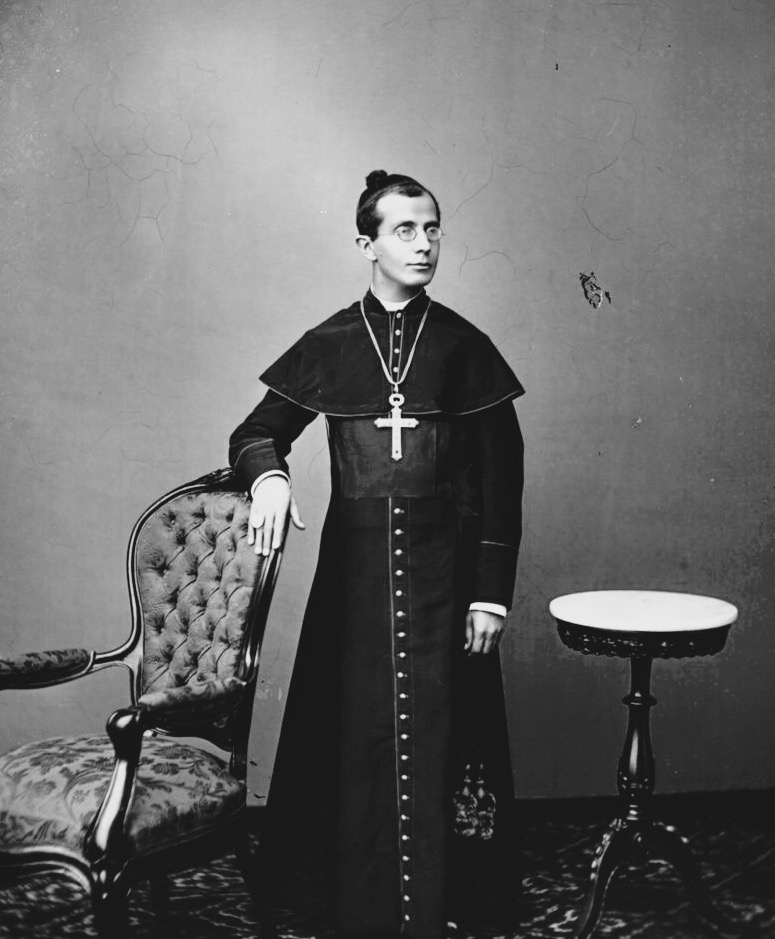
Archbishop Casanova y Estrada, environ 1900. Photographie de Juan José de Jesús Yas (Yasu Kōhei).

Durant une visite dans le Quetzaltenango, il commence à se sentir vraiment malade dans la paroisse de Santa Catarina Ixtahuacan et décide alors de retourner à Guatemala. Immédiatement, il prend la route de San Felipe et, arrivé à Cantel le 12 avril 1913, il reçoit des soins médicaux. Malheureusement, vers 23 h le lendemain, les médecins réalisent qu'il n'y a plus aucun espoir et lui prodiguent l'extrême-onction. Casanova y Estrada meurt à 2 h le 14 avril 1913. 
Après plusieurs jours, la dépouille de Casanova y Estrada est ramenée à Guatemala et plusieurs cérémonies sont organisées en son honneur. Il est inhumé dans la crypte de la cathédrale exactement sous l'autel de l'Immaculée Conception, selon ses souhaits. Sur sa pierre tombale est inscrit : « Ricardo Casanova y Estrada, XI archevêque du Guatemala, 14 avril 1913. Priez pour lui ».